# فرویو (کارولینای شمالی)
فرویو (به انگلیسی: Fairview) شهری در ایالت کارولینای شمالی کشور ایالات متحده آمریکا است که جمعیت آن در سرشماری سال ۲۰۱۰ میلادی، ۲٬۶۷۸ نفر بوده‌است.